# Клашник
Клашник (серб. Клашник / Klašnik) — село в общине Вишеград Республики Сербской Боснии и Герцеговины. Население составляет 23 человека по переписи 2013 года.